# Zdrój (Lelkowo)
Pour les articles homonymes, voir Zdrój.
Zdrój est un village polonais de la voïvodie de Varmie-Mazurie, dans le powiat de Braniewo.